# Torneo WTA de Bogotá 2015
El Copa Colsanitas 2015 fue un evento de tenis WTA International en la rama femenina. Se disputará en Bogotá (Colombia), en el complejo del Club Campestre El Rancho, en canchas de Tierra Bátida al aire libre, haciendo parte de un conjunto de eventos que hacen de antesala a los torneos de gira norteamericana de cemento, entre el 13 de abril y 19 de abril de 2015 en los cuadros principales femeninos, pero la etapa de clasificación se disputó desde el 10 de abril.

## Cabezas de serie

### Individuales femeninos
| Tenista             | Ranking | Preclasificada |
| Elina Svitolina     | 29      | 1              |
| Mónica Puig         | 51      | 2              |
| Ajla Tomljanović    | 60      | 3              |
| Francesca Schiavone | 69      | 4              |
| Yaroslava Shvedova  | 78      | 5              |
| Shelby Rogers       | 80      | 6              |
| Tímea Babos         | 87      | 7              |
| Irina Falconi       | 88      | 8              |

- Ranking del 6 de abril de 2015

### Dobles femeninos
| Tenista                             | Ranking | Preclasificada |
| Anastasia Rodionova Arina Rodionova | 68      | 1              |
| Mandy Minella Olga Savchuk          | 136     | 2              |
| Darija Jurak Tatjana Maria          | 154     | 3              |
| Elena Bogdan Nicole Melichar        | 199     | 4              |

## Campeonas

### Individuales femeninos
Teliana Pereira venció a  Yaroslava Shvédova por 7-6(2), 6-1

### Dobles femenino
Paula Cristina Gonçalves /  Beatriz Haddad Maia vencieron a  Irina Falconi /  Shelby Rogers por 6-3, 3-6, [10-6]